# Saragyugh
Saragyugh (in armeno Սարագյուղ?) è un comune di 192 abitanti (2001) della provincia di Shirak, in Armenia.